# Aist-1
Aist-1, ruski mikrosatelit iz serije Aist. Razvila ga je skupina studenata, poslijediplomanata i znanstvenika sa Samarskog zrakoplovnog sveučilišta u suradnji s CCKB-Progress. Ovi sateliti mjere geomagnetsko polje, nove male svemirske vozilske buseve, metode za smanjiti mikroubrzanja na najmanju razinu i mjeriti mikrometeoroide prirodna i umjetna podrijetla, ispitati novi dizajn satelita. 
Lansiran je skupa s dvama satelitima (Kosmos 2492 i Kosmos 2493) iz programa Kosmos vrste SKRL-756. Lansiran je 28. prosinca 2013. godine u 12:30 s kozmodroma Pljesecka. Lansiran je u nisku orbitu oko planeta Zemlje raketom nosačem Sojuz-2.1v/Volga. Orbita mu je 258 km u perigeju i 594 km u apogeju. Orbitna inklinacija mu je 82,43°. Spacetrackov kataloški broj je 39492. COSPARova oznaka je 2013-078-C. Zemlju obilazi u 93,09 minuta. Pri lansiranju bio je mase 53 kg. Napaja se iz solarnih ćelija i baterija.
Razgonski blok (međuorbitni tegljač) Blok I 14S54 i iz niske orbite vratio se u atmosferu.

## Vanjske poveznice
- N2YO.com Search Satellite Database (engl.)
- Celes Trak SATCAT Format Documentation (engl.)
- Kunstman  Arhivirana inačica izvorne stranice od 12. kolovoza 2019. (Wayback Machine) Satellites in Orbit (engl.)